# Daniel Cohn-Bendit
Daniel Cohn-Bendit (Montalban, Guiena, 1945) és un eurodiputat des del 1994 i portaveu del Partit Verd Europeu des del 2004. Nascut a la Guiena però de nacionalitat alemanya, ha desenvolupat la seva carrera política a França i Alemanya, tot i ser un personatge especialment mediatitzat a França.
Durant la seva joventut es va fer conèixer com un dels caps visibles de la revolta del maig del 68 francesa on, per la seva ideologia d'extrema esquerra (va pertànyer al moviment anarquista) i per ser pèl-roig, va rebre el sobrenom de Dany le Rouge ("Dani el Roig"). Avui dia, però, és favorable al capitalisme i a una "ecologia que tingui en compte l'economia de mercat per a poder regular-la". El 1984 va entrar al partit ecologista alemany Aliança 90/Els Verds i el 1999 va declarar-se "liberal-llibertari", és a dir, que "sosté un reformisme ecologicosocial relacionat amb la tradició llibertària antiestatal".
Favorable a una Europa federal, el setembre del 2010 va cofundar el Grup Spinelli per a treballar en aquesta direcció.

## Vida personal
En Daniel Cohn-Bendit va néixer a Montalban (Occitània), on s'havien refugiat els seus pares, jueus d'Alemanya, per fugir dels nazis. Va ser apàtrida fins als catorze anys i sempre s'ha declarat "ciutadà europeu". Li van oferir la nacionalitat francesa però va preferir que al seu passaport constés la dels seus pares, segons ell per no haver de fer el servei militar. Va estudiar Sociologia a Nanterre. Actualment viu a Frankfurt del Main.
El 1975 publica el llibre Le grand bazar [El gran basar], en un capítol del qual, "Little big men", evoca les seves experiències com a educador en una llar d'infants "alternativa" de Frankfurt. Alguns passatges de l'obra parlen sobre el despertar sexual dels nens d'1 a 6 anys i donen testimoni d'experiències físiques ambigües que l'autor va tenir amb ells. Cohn-Bendit també parlarà de les seves experiències, de manera provocativa, en el programa literari de la televisió francesa Apostrophes, dirigit per Bernard Pivot, corresponent a l'emissió del 23 d'abril de 1982.